# Anna Bon de Veneza

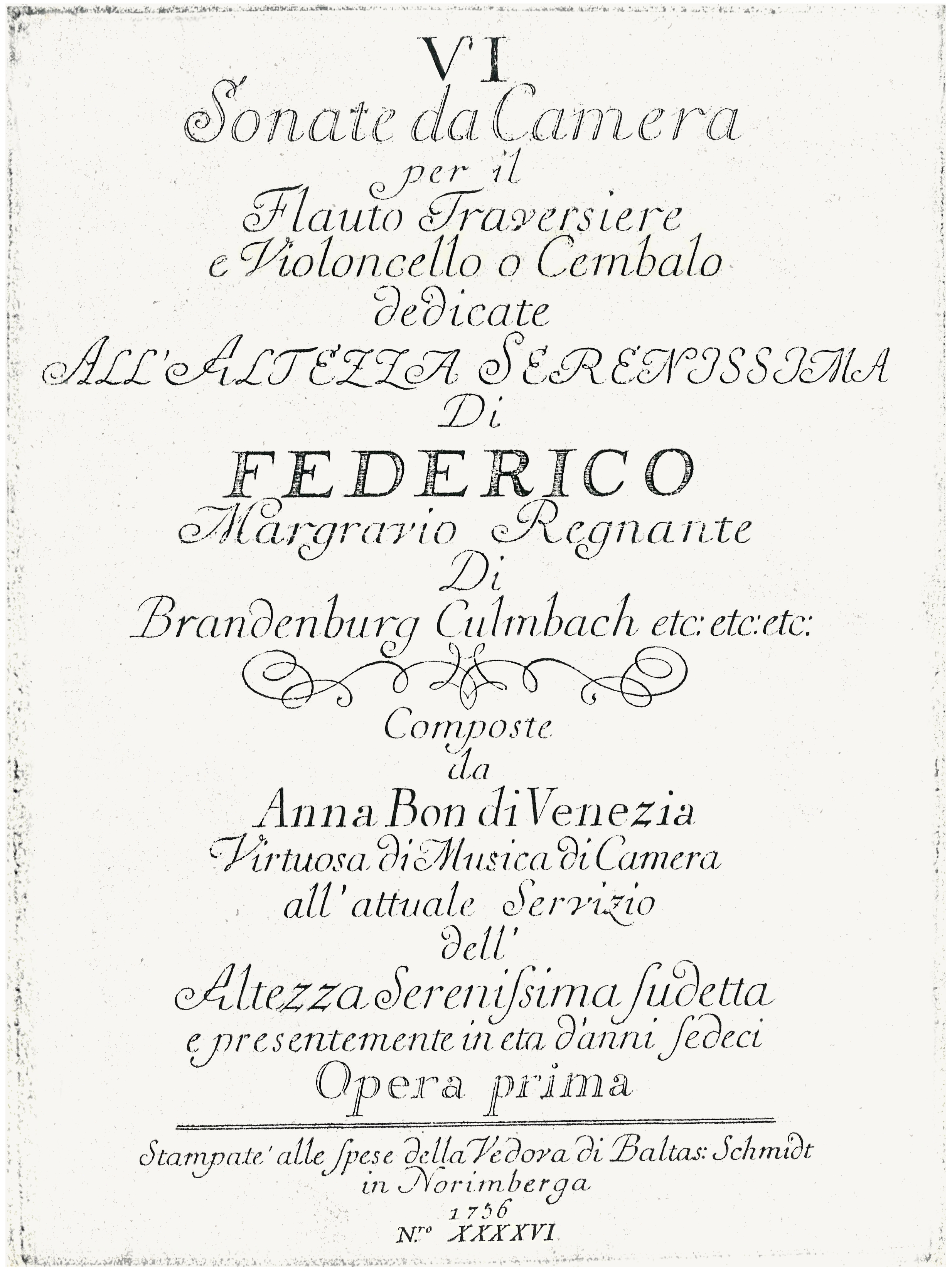
Anna Bon di Venezia, 6 Flute Sonatas op. I, 1756, dedicatet to Markgraf Friedrich von Bayreuth

Anna Bon di Venezia (Rússia ou Veneza, 1738-1740 - 1767?) foi uma compositora italiana.
Filha de artistas de ópera, sua mãe era soprano e seu pai decorador, arquiteto e cenógrafo. Estudou música no Ospedale della Pietà de Veneza a partir dos quatro anos de idade, onde ficou até 1754, ao mesmo tempo que fazia concertos como criança prodígio.
Sua primeira obra foi publicada em 1756, quando alcançou o lugar de virtuosa di musica di camera em Bayreuth, na corte da princesa Guilhermina da Prússia, irmã de Frederico, o Grande, a quem dedicou suas Seis sonatas para flauta, op. 1, publicadas en Nuremberg no mesmo ano.
Em 1759 publicou Seis divertimentos (Trio sonatas) para duas flautas e contínuo. Mais tarde, em 1762, quando da morte da irmã de Frederico, seguiu com seus pais para a corte do príncipe Nicolau de Esterházy, na Hungria, onde Haydn exercia a função de mestre de capela. Permaneceu ali durante três anos, cantando junto com sua mãe para ganhar a vida. Em 1767, encontra-se em Hildburghausen, casada com o cantor Mongeri. Nada mais se sabre sobre ela depois de então.
Sua obra, apesar de escassa, é uma das mais refinadas de seu tempo. Além das composições já citadas, escreveu Seis sonatas para cravo (1757).